# Барбинское сельское поселение
Барбинское се́льское поселе́ние — муниципальное образование в составе Краснохолмского района Тверской области.
Центр поселения — деревня Барбино.

## География
- Находится в юго-западной части Краснохолмского района.
  - Граничит:
    - на севере — с Лихачёвским СП
    - на северо-востоке — с Глебенским СП и городским поселением город Красный Холм
    - на юге — с Сонковским районом, Петровское СП, Гладышевское СП и Горское СП
    - на юго-западе — с Бежецким районом, Борковское СП
    - на северо-западе — с Молоковским районом, Черкасовское СП

Главная река — Могоча.

## История
В XVI—XVII вв. территория поселения входила в Бежецкий Верх, где в XVII веке относилась к Антоновскому и Березовскому станам.
С XVIII века территория поселения входила:
- в 1708—1727 гг. в Санкт-Петербургскую (Ингерманляндскую 1708—1710 гг.) губернию, Углицкую провинцию,
- в 1727—1775 гг. в Московскую губернию, Углицкую провинцию,
  - в 1766 г. Бежецкий Верх переименован в Бежецкий уезд,
- в 1775—1796 гг. в Тверское наместничество, Краснохолмский уезд,
- в 1796—1918 гг. в Тверскую губернию, Бежецкий и Весьегонский (с 1803 года) уезды,
- в 1918—1921 гг. в Тверскую губернию, Краснохолмский уезд
- в 1921—1923 гг. в Рыбинскую губернию, Краснохолмский уезд
- в 1923—1924 гг. в Тверскую губернию, Краснохолмский уезд
- в 1924—1929 гг. в Тверскую губернию, Бежецкий уезд
- в 1929—1935 гг. в Московскую область, Краснохолмский район,
- в 1935—1990 гг. в Калининскую область, Краснохолмский район,
- с 1990 в Тверскую область, Краснохолмский район.

В XIX — начале XX века деревни поселения относились к Путиловской волости Весьегонского уезда и Могочской и Сулежской волостям Бежецкого уезда.
Барбинское сельское поселение было образовано первоначально в январе 2006 года и включило в себя территории Барбинского и Старогвоздинского сельских округов.
Законом Тверской области от 21 марта 2013 года были объединены Барбинское, Большерагозинское и Высокушинское сельские поселения и создано вновь образованное муниципальное образование Барбинское сельское поселение Краснохолмского района Тверской области.

## Население
| 2010  | 2011  | 2012  | 2013  | 2014  | 2015  | 2016  |
| ----- | ----- | ----- | ----- | ----- | ----- | ----- |
| 1099  | ↘1092 | ↘1068 | ↘1049 | ↗2407 | ↘2340 | ↘2280 |
| 2017  | 2018  | 2019  | 2020  |       |       |       |
| ↘2222 | ↘2178 | ↘2113 | ↘2074 |       |       |       |

По переписи 2010 — 2652 человека (1099 в Барбинском, 784 в Большерагозинском и 769 в Высокушинском сельском поселении).

## Населенные пункты
| №  | Населённый пункт | Тип населённого пункта          | Население |
| -- | ---------------- | ------------------------------- | --------- |
| 1  | Анисимово        | деревня                         | 47        |
| 2  | Бабино           | деревня                         | 14        |
| 3  | Барбино          | деревня, административный центр | ↘271      |
| 4  | Бибирево         | деревня                         | 13        |
| 5  | Большое Рагозино | деревня                         | 103       |
| 6  | Большой Дорок    | деревня                         | ↘9        |
| 7  | Бортница         | деревня                         | 215       |
| 8  | Боярское         | деревня                         | 7         |
| 9  | Василево         | деревня                         | 0         |
| 10 | Васюнино         | деревня                         | ↘103      |
| 11 | Ведерница        | деревня                         | 21        |
| 12 | Высокуша         | деревня                         | →143      |
| 13 | Глумиха          | деревня                         | 0         |
| 14 | Горка            | деревня                         | ↘12       |
| 15 | Григорково       | деревня                         | 1         |
| 16 | Григорово        | деревня                         | 9         |
| 17 | Грудино          | деревня                         | 71        |
| 18 | Давыдово         | деревня                         | 0         |
| 19 | Деревково        | деревня                         | 12        |
| 20 | Дор              | деревня                         | ↘10       |
| 21 | Дор-Разъезд      | населённый пункт                | 0         |
| 22 | Дымцево          | деревня                         | 17        |
| 23 | Ждани            | деревня                         | 1         |
| 24 | Желобни          | деревня                         | 82        |
| 25 | Завидово         | деревня                         | 1         |
| 26 | Каменка          | деревня                         | 12        |
| 27 | Кесово           | деревня                         | 53        |
| 28 | Коробово         | деревня                         | 124       |
| 29 | Костычево        | деревня                         | 14        |
| 30 | Косяково         | деревня                         | 60        |
| 31 | Кочерово         | деревня                         | 5         |
| 32 | Кузьминское      | деревня                         | 1         |
| 33 | Лобнево          | деревня                         | 15        |
| 34 | Маковеево        | деревня                         | 1         |
| 35 | Малая Погорелка  | деревня                         | 0         |
| 36 | Малое Рагозино   | деревня                         | ↘32       |
| 37 | Машино           | деревня                         | 57        |
| 38 | Медведево        | деревня                         | ↘9        |
| 39 | Могочи           | деревня                         | 9         |
| 40 | Мокравицы        | деревня                         | 15        |
| 41 | Мокрени          | деревня                         | 33        |
| 42 | Морозово         | деревня                         | 5         |
| 43 | Муравьево        | деревня                         | 20        |
| 44 | Нави             | деревня                         | ↘73       |
| 45 | Наумово          | деревня                         | 10        |
| 46 | Пальниково       | деревня                         | 15        |
| 47 | Петелино         | деревня                         | 1         |
| 48 | Плишкино         | деревня                         | 16        |
| 49 | Полежаиха        | деревня                         | 10        |
| 50 | Починок          | деревня                         | 1         |
| 51 | Прокино          | деревня                         | ↘54       |
| 52 | Путилово         | деревня                         | ↘18       |
| 53 | Раменье          | деревня                         | 43        |
| 54 | Ременники        | деревня                         | ↘72       |
| 55 | Рудихово         | деревня                         | 0         |
| 56 | Сварухино        | деревня                         | 26        |
| 57 | Северный         | посёлок                         | 1         |
| 58 | Скоросово        | деревня                         | 69        |
| 59 | Слобода          | деревня                         | ↘89       |
| 60 | Слудново         | деревня                         | 165       |
| 61 | Старое Гвоздино  | деревня                         | ↘70       |
| 62 | Терешково        | деревня                         | 38        |
| 63 | Токариха         | деревня                         | 0         |
| 64 | Трещевец         | деревня                         | 42        |
| 65 | Фоминка          | деревня                         | 0         |
| 66 | Фролятино        | деревня                         | 1         |
| 67 | Хвалеево         | деревня                         | 14        |
| 68 | Холмцы           | деревня                         | ↘36       |
| 69 | Юрово            | деревня                         | ↘130      |
| 70 | Якимиха          | деревня                         | 17        |
| 71 | Янкино           | деревня                         | 1         |

### Упразднённые населённые пункты
- Малый Дорок
- Погорелки

## Известные люди
В деревне Фоминка родился Герой Советского Союза Павел Павлович Дмитриев.